# Flyš

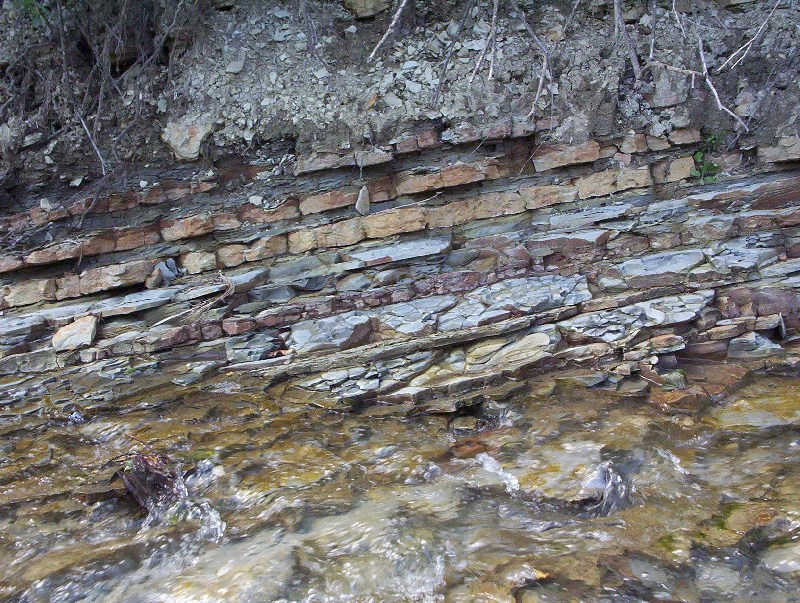
Pohled na flyš v oblasti Karpat

Flyš je odborný termín z geologie, kterým se obecně popisuje různě mocný soubor sedimentárních vrstev, které jsou nejčastěji tvořeny z pískovců a jílů.
Termín flyš pochází ze švýcarské němčiny, kde flysch označuje horninu náchylnou k sesuvům, podle slovesa fließen (téci).
Flyš je společný název pro sedimentární komplexy, tvořené pískovcem a jílovcem, případně v menší míře i vápencem. Flyš je sediment, který vznikl v obdobích tektonického neklidu v orogénních oblastech z přemístěných usazenin, jejichž hlavním transportním mechanismem byly gravitační toky a turbiditní proudy, tzv. turbidity. Je to synorogenní sediment. Flyši podobné horniny se často označují za flyšoidní. Samotný termín flyš, který je negenetický, se dnes mnoho sedimentologů snaží nahrazovat termíny jako turbidit atd., které vyjadřují přesný způsob jeho vzniku. Původně termín flyš označoval jen pískovce, slíny, vápence a jílovce chudé na fosílie, které se usadily v předpolí Severních Alp v křídě a terciéru.

## Tři hlubší významy
- flyš jako stratigrafická jednotka resp. regionálně geologická jednotka typická pro alpinský typ orogenních pásem – příkladem jsou Alpy, Karpaty, atd.
- v tektonickém pojetí je jako flyš často označována ukládající vrstva sedimentů, která vzniká v uzavírající se geosynklinále, za nestálých tektonických a silných seismických podmínek.
- v sedimentologii jako komplex vrstev mořského původu, který dosahuje minimální mocnosti 500 metrů. Tvořen je pravidelně se opakujícími vrstvami, u kterých se rytmicky střídají klastické sedimenty, a to hlavně v podobě psamitů až pelitů (typ označení rozměru zrna v geologii). Často je tvořen vápnitými i nevápnitými složkami.

Svým složením se flyš často blíží sedimentům z oblastí hlubokomořských delt v abyssálních (hlubokomořských) oblastech, kde se na jejich vzniku podílely turbiditní proudy. O hrubosti a složení flyše rozhoduje pozice v pánvi, jelikož lehké látky jsou schopny transportu na delší vzdálenosti.
Vlastnosti hornin tvořících flyš mají výrazný dopad na reliéf a vodní režim ve flyšových pohořích. Pískovce a jílovce poměrně rychle podléhají vodní erozi, což má za následek rychlé zařezávání se vodních toků a z toho vyplývající rozčleněný reliéf. Flyšové horniny mají navíc nízkou propustnost vody, což má za následek časté záplavy či sesuvy během přívalových dešťů. Úrodnost půd vznikajících na flyšovém podkladě je též poměrně nízká.

## Rozlišení z hlediska hrubosti
- proximální – je flyš hrubšího charakteru, který vzniká na okrajích pánví v blízkosti zdrojů naplavenin (extrémním případem je tzv. divoký flyš, který je tvořen z balvanů a kusů velkých rozměrů, které jsou nevytříděné transportem)
- distální – je jemnější flyš, který vzniká v centrálních oblastech pánví a jeho zrno je velmi jemné

## Výskyt v Česku
- Na českém území se flyš vyskytuje v oblasti Karpat.